# Hiéroglyphe égyptien A35
Le hiéroglyphe égyptien A35 (homme debout construisant un mur), est classifié dans la section A « L'Homme et ses occupations » de la liste de Gardiner ; il y est noté A35.

## Représentation
| O36 |

| O36 |

représentant un plan d'enceinte bastionné. Il est translittéré ḳd.

## Utilisation
| qd | O36 | A1 |

| qd | O36 | A1 |

| A35 | A24 |

| A35 | A24 |

« construire, façonner (les hommes), reconstituer (Osiris, les morts, œil blessé d'Horus) ». 
C'est aussi un déterminatif des termes qui leur sont synonymes. 

## Exemples de mots
| i | qd | d · W24 | w | A35 |

| i | qd | d · W24 | w | A35 |

| z · n | b | A35 |

| z · n | b | A35 |

| s | qd | d · W24 | A35 |

| s | qd | d · W24 | A35 |